# Bad Waldsee
Bad Waldsee est une ville allemande située au sud-ouest du pays dans le land de Bade-Wurtemberg. La ville s'étend entre deux lacs dans la forêt souabe.

## Jumelages
- Asnières-sur-Saône (France)
- Bâgé-le-Châtel (France)
- Bâgé-Dommartin (France)
- Feillens (France)
- Manziat (France)
- Replonges (France)
- Saint-André-de-Bâgé (France)
- Saint-Laurent-sur-Saône (France)
- Vésines (France)
- Ruffec (France)
- Bad Elster (Allemagne) depuis 1990

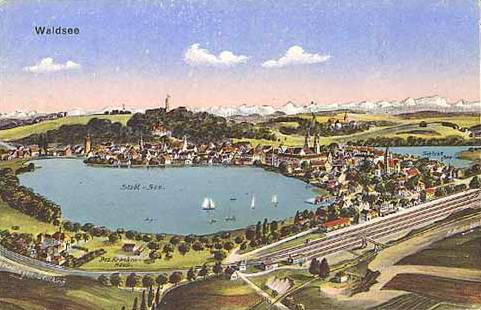
Une gravure d'Eugen Felle de 1910 représentant la ville.
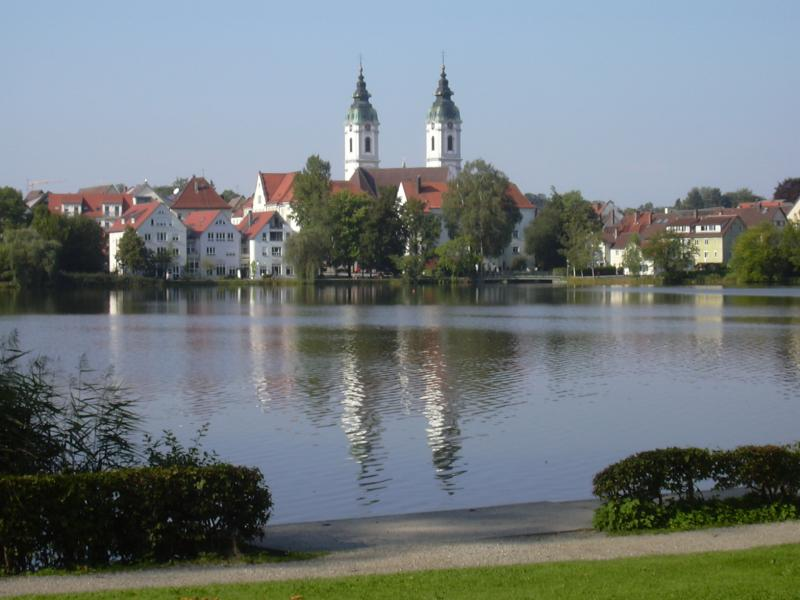
L'église saint-Pierre de l'autre côté du lac.
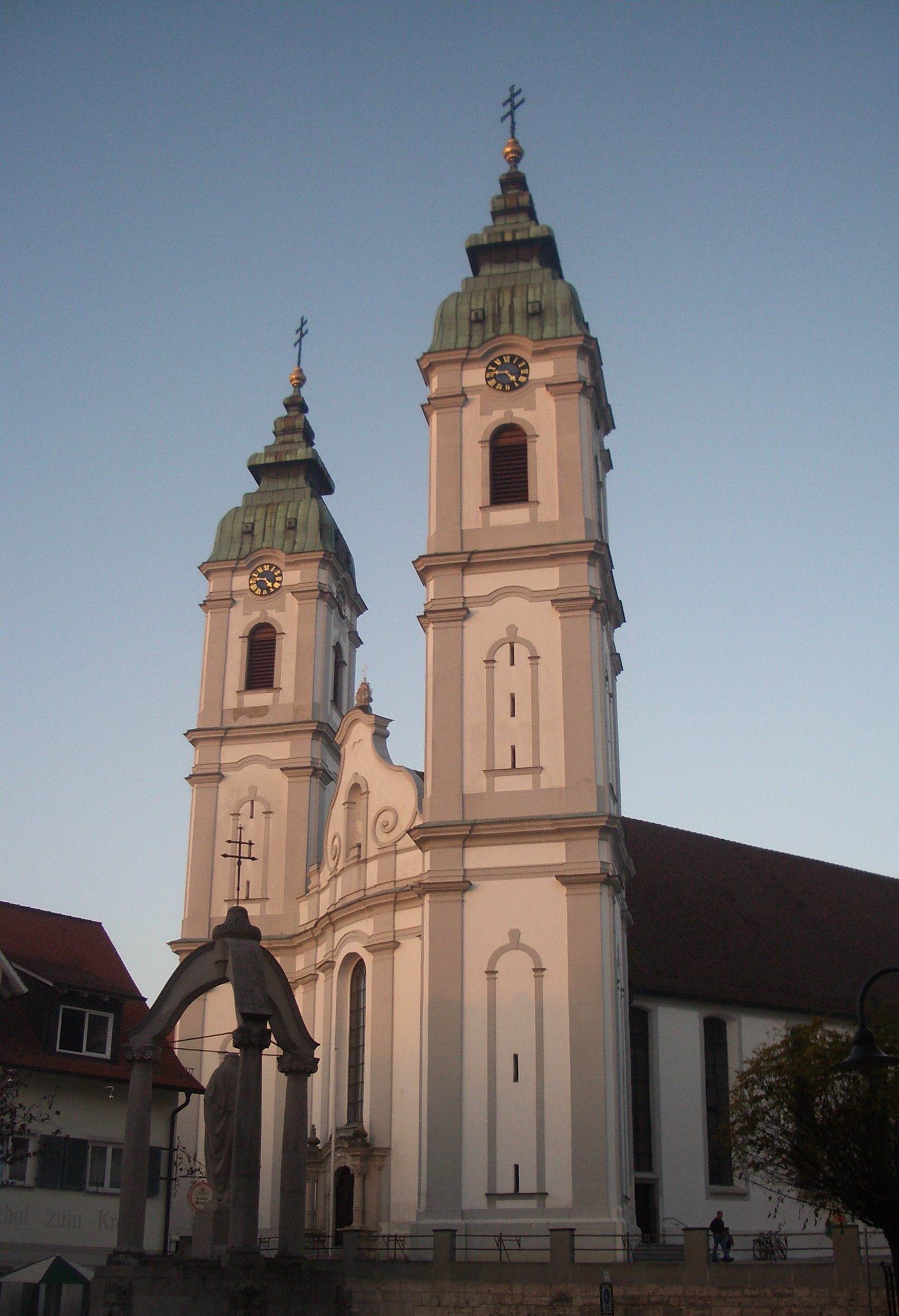
La façade de l'église.
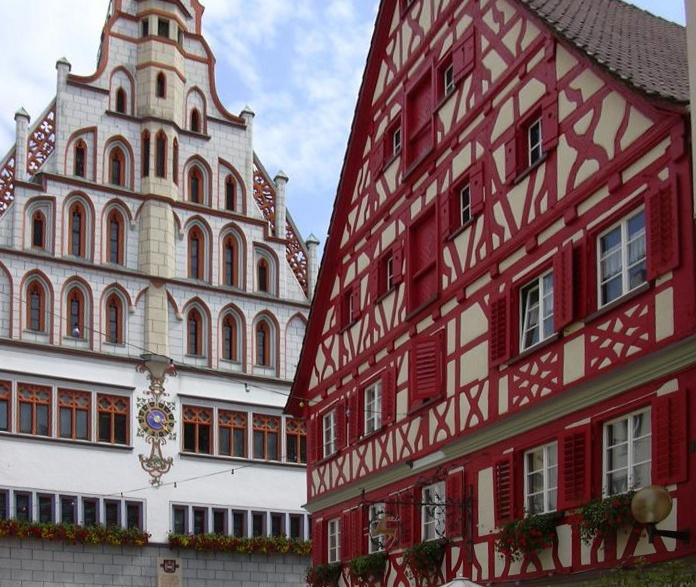
L'hôtel de ville.